# Golden Gala Pietro Mennea 2023
Il Golden Gala Pietro Mennea 2023 è stata la 43ª edizione del Golden Gala Pietro Mennea, meeting internazionale di atletica leggera che per la seconda volta si è svolto presso lo Stadio Luigi Ridolfi di Firenze.
Il meeting si è svolto venerdì 2 giugno ed è stata la terza tappa circuito World Athletics della Diamond League 2023.

## Programma
| # | Orario | Specialità         |
| - | ------ | ------------------ |
| 1 | 18:45  | Salto triplo       |
| 2 | 19:15  | Getto del peso     |
| 3 | 20:15  | 200 metri          |
| 4 | 20:20  | Salto in alto      |
| 5 | 20:56  | 110 metri ostacoli |
| 6 | 21:06  | 5000 metri         |
| 7 | 21:39  | 100 metri          |

| # | Orario | Specialità         |
| - | ------ | ------------------ |
| 1 | 18:30  | Lancio del disco   |
| 2 | 19:43  | Salto con l'asta   |
| 3 | 20:04  | 400 metri ostacoli |
| 4 | 20:25  | 3000 metri siepi   |
| 3 | 20:42  | Salto in lungo     |
| 6 | 20:44  | 100 metri          |
| 7 | 21:28  | 400 metri          |
| 8 | 21:49  | 1500 metri         |

     Specialità valide per la Diamond League

## Risultati[1]
Prestazione che stabilisce il nuovo record del meeting.

### Uomini
| Specialità         |                   | Prestazione | 2º classificato      | Prestazione | 3º classificato | Prestazione |
| 100 m              | Fred Kerley       | 9"94        | Ferdinand Omanyala   | 10"05       | Trayvon Bromell | 10"09       |
| 200 m              | Erriyon Knighton  | 19"89       | Jereem Richards      | 20"28       | Aaron Brown     | 20"31       |
| 5000 m             | Mohamed Katir     | 12'52"09    | Yomif Kejelcha       | 12'52"12    | Luis Grijalva   | 12'52"97    |
| 110 metri ostacoli | Grant Holloway    | 13"04       | Jason Joseph         | 13"10       | Devon Allen     | 13"19       |
| Salto triplo       | Andy Díaz         | 17,75 m     | Hugues Fabrice Zango | 17,68 m     | Lázaro Martínez | 17,12 m     |
| Salto in alto      | JuVaughn Harrison | 2,32 m      | Woo Sang-hyeok       | 2,30 m      | Luis Zayas      | 2,27 m      |
| Getto del peso     | Leonardo Fabbri   | 21,73 m     | Tom Walsh            | 21,69 m     | Tomáš Stanek    | 21,64 m     |

### Donne
| Specialità         |                    | Prestazione | 2º classificato     | Prestazione | 3º classificato      | Prestazione |
| 100 m              | Marie-Josée Ta Lou | 10"97       | Gina Lückenkemper   | 11"09       | Imani Lansiquot      | 11"16       |
| 400 m              | Natalia Kaczmarek  | 50"41       | Lieke Klaver        | 50"75       | Lynna Irby-Jackson   | 50"84       |
| 1500 m             | Faith Kipyegon     | 3'49"11     | Laura Muir          | 3'57"09     | Jessica Hull         | 3'57"29     |
| 400 metri ostacoli | Femke Bol          | 52"43       | Shamier Little      | 53"38       | Anna Hall            | 54"42       |
| 3000 metri siepi   | Sembo Almayew      | 9'00"71     | Jackline Chepkoech  | 9'04"07     | Zerfe Wondemagegn    | 9'04"61     |
| Salto in lungo     | Larissa Iapichino  | 6,79 m      | Tara Davis-Woodhall | 6,74 m      | Maryna Bech-Romančuk | 6,59 m      |
| Salto con l'asta   | Katie Moon         | 4,71 m      | Tina Šutej          | 4,71 m      | Nina Kennedy         | 4,61 m      |
| Lancio del disco   | Valarie Allman     | 65,96 m     | Feng Bin            | 65,91 m     | Shanice Craft        | 64,47 m     |